# Progress M-03M
Progress M-03M (ryska: Прогресс М-03M) eller som NASA kallar den, Progress 35 eller 35P, var en rysk obemannad rymdfarkost som levererade förnödenheter, syre, vatten och bränsle till rymdstationen ISS. Den sköts upp med en Sojuz-U-raket från Kosmodromen i Bajkonur den 15 oktober 2009 och dockade med ISS den 18 oktober. 
Den lämnade stationen den 22 april 2010 och brann upp i jordens atmosfär den 27 april 2010.

### Fotnoter
1. ↑  ”NASA Space Science Data Coordinated Archive” (på engelska). NASA. https://nssdc.gsfc.nasa.gov/nmc/spacecraft/display.action?id=2009-056A. Läst 1 mars 2020.
2. ↑  Manned Astronautics - Figures & Facts Arkiverad 17 juni 2011 hämtat från the Wayback Machine., läst 15 juli 2016.